# 大發證券
大發證券（英語：Tiffit Securities），全稱大發證券（香港）有限公司，是香港的一家證券公司，活躍客戶約有700名。大發主要從事證券交易業務，沒有從事證券保證金（俗稱孖展）融資業務。大發證券的最主要人員為郭活恩。

## 事件
香港證監會對大發證券進行現場視察時，發現大發代其客戶持有的證券出現重大的短欠數額，當中包括客戶帳戶內的股票異動。此外，香港證監會審核大發證券呈交的最近期財務申報表時，發現其速動資金實際上在2006年5月31日有3350000元的速動資金短欠數額，以致違反《證券及期貨（財政資源）規則》。
香港證監會認為郭活恩的誠信和廉潔受嚴重質疑，亦令大發證券的廉潔穩健受嚴重質疑，基於投資大眾利益及公眾利益，所以於2006年7月18日向大發證券發出限制通知書，禁止大發從事證券交易業務，和買賣或處置其持有或代客戶持有的財產，亦暫停其在港交所的證券交易，並且計劃向法院申請委任管理人接管大發的資產。7月24日，高等法院委任畢馬威會計師事務所財務諮詢服務主管杜艾迪（Edward Middleton）和重組服務總管暨合夥人麥宗永（Jacky Muk）為大發證券的管理人，負責管理大發證券的財產及其代客戶持有的財產。
2007年2月21日，證監會入稟高等法院，申請根據《證券及期貨條例》第212條將大發證券清盤。其後，高等法院委任大發證券的管理人為大發的臨時清盤人。
2007年2月28日，香港證監會亦撤銷郭活恩的牌照並終身禁止郭氏重投證券業。
2007年5月2日，大發證券被法院頒令清盤。
2007年8月29日，大發原董事郭活恩因涉嫌盜用客戶資產，被法庭判處監禁3年4個月。
同時，證監會撤銷另一負責人員方雪儀的牌照，並終身禁止方氏重投證券業。
2018年4月6日，負責為大發證券核數的國衛會計師事務所及其執業會計師，因對大發的合規報告工作有嚴重缺失，以及其本身的政策、內部監控及程序未有充份執行，被香港會計師公會轄下紀律委員會裁定12項投訴全部成立，紀律委員會對國衛、執業會計師兼香港會計師公會理事鄭中正及另一名執業會計師黎德誠作出譴責，並分別判處三名答辯人罰款40萬元、30萬元及30萬元，委員會並命令三名答辯人須共同及各自支付紀律程序的部份費用300萬元。

## 外部連結
- 大發證券遭飭令停業 再現爆煲[]（明報，2006年7月19日）
- 被停牌大發證券 證監會申請清盤（页面存档备份，存于）（明報，2007年2月22日）
- 畢馬威獲委任為大發證券臨時清盤人（页面存档备份，存于）（經濟通，2007年3月2日）